# Cage Warriors
Cage Warriors（ケージ・ウォリアーズ）は、イギリスの総合格闘技団体。2002年にドギー・トルーマンが創設し、ロンドンで第1回大会を開催。NJSACB制定のユニファイドルールに準拠。2010年にアイルランド人のグラハム・ボイランが代表に就任。2016年4月にUFCファイトパスと契約。王座の変遷については「Cage Warriors王者一覧」を参照。